# BE Водолея
BE Водолея (лат. BE Aquarii) — одиночная переменная звезда в созвездии Водолея на расстоянии (вычисленном из значения параллакса) приблизительно 14156 световых лет (около 4340 парсеков) от Солнца. Видимая звёздная величина звезды — от +14,8m до +13,1m.

## Характеристики
BE Водолея — жёлто-белая пульсирующая переменная звезда типа RR Лиры (RRAB) спектрального класса F. Эффективная температура — около 6105 К.